# Луї Леопольд Бойль
Луї Леопольд Бойль також відомий як Буаї (фр. Louis-Léopold Boilly; 5 липня 1761 — 4 січня 1845) — французький живописець і гравер.

## Біографія
Луї Леопольд Бойль народився 5 липня 1761 в Ла-Басе, син місцевого скульптора по дереву. Був самоуком, писав картини з 12 років. У 1774 році він почав показувати свої роботи ченцям-августинцям з Дуе, які були вражені його майстерністю. Єпископ Арраса запросив юнака працювати та навчатися в його єпископстві. Перебуваючи там, Бойль створив близько 300 невеликих портретних робіт. Далі навчався технічному прийому тромплей у Домініка Донкре, перш ніж переїхати в Париж близько 1787 року.
У Парижі Бойль здобув визнання за свої гравюри зі сценами інтимного життя. Легковажність його сюжетів призвела до конфлікту з владою під час якобінського терору 1793—1974 років. Його врятувала від ув'язнення та можливої страти знахідка в його будинку начерків картини «Тріумф Марата», присвяченої мученику Французької революції Марату.
Він створив кілька творів в побутовому жанрі, які демонструють спосіб життя середнього класу у Франції в кінці XVIII — початку XIX століття. Був нагороджений медаллю Паризького Салону в 1804 році. У 1833 році став кавалером Ордена Почесного легіону.
Наприкінці XIX — початку XX століття на сторінках Енциклопедичного словника Брокгауза і Ефрона давалася така оцінка його творчості: «Милі за змістом, прекрасно передають звичаї і життя його часу, що відрізняються смаком і тонкістю виконання, його жанрові картини донині дуже цінуються любителями живопису».

## Творчість
Луї Леопольд Бойль був майстром мініатюрних портретів, живописних сцен буденного життя французького суспільства, та гравюри. Його персонажі часто карикатурні, при цьому зберігаючи реалістичний вигляд. Картини нерідко наслідують голландський та фламандський живопис XVII століття.

## Сім'я
Буальї був двічі одружений, мав шістьох дітей, серед них — художник Жульєн Леопольд Буаї.

## Нагороди
- Орден Почесного легіону

## Галерея

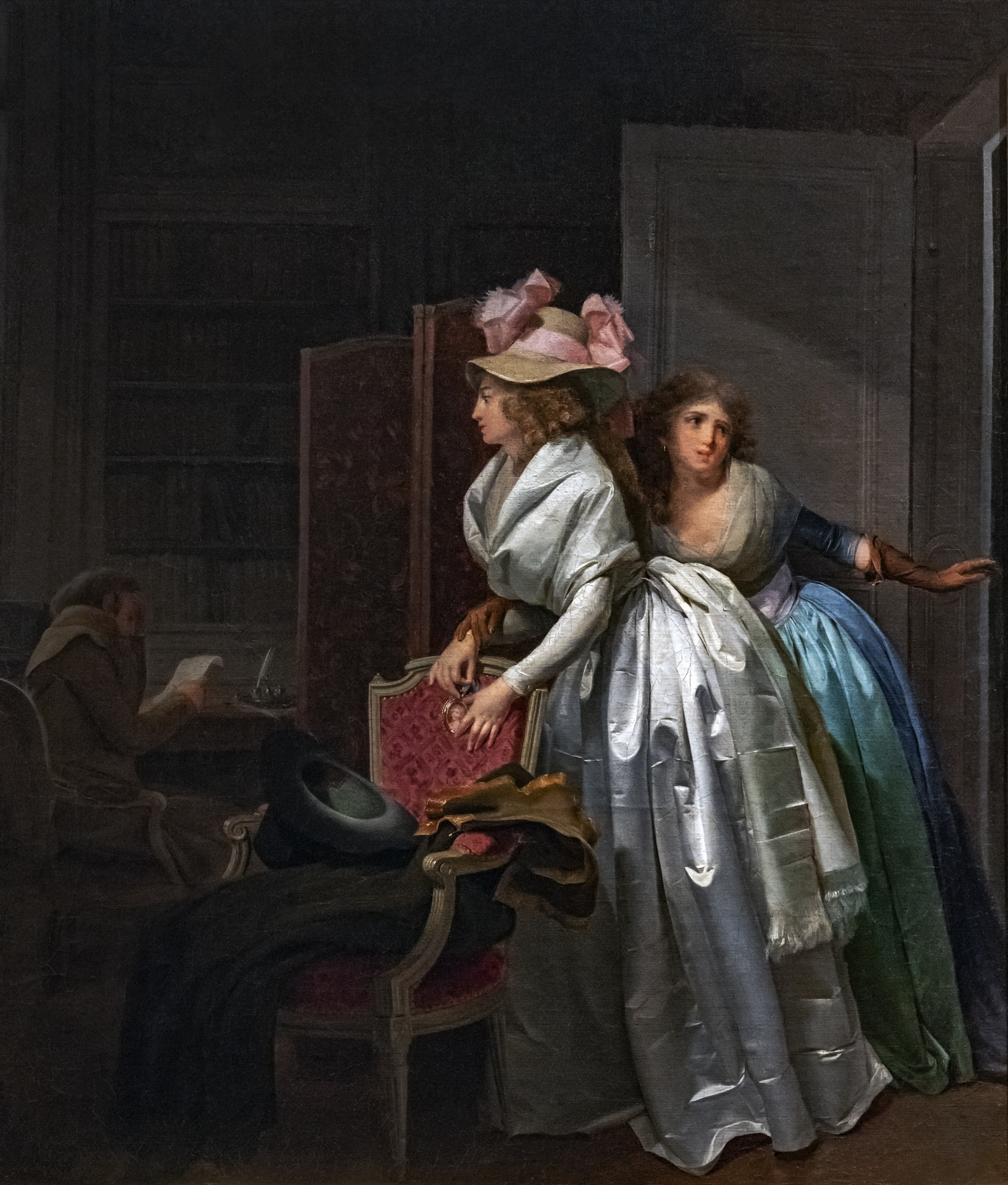
«Делікатна справа» 1787)
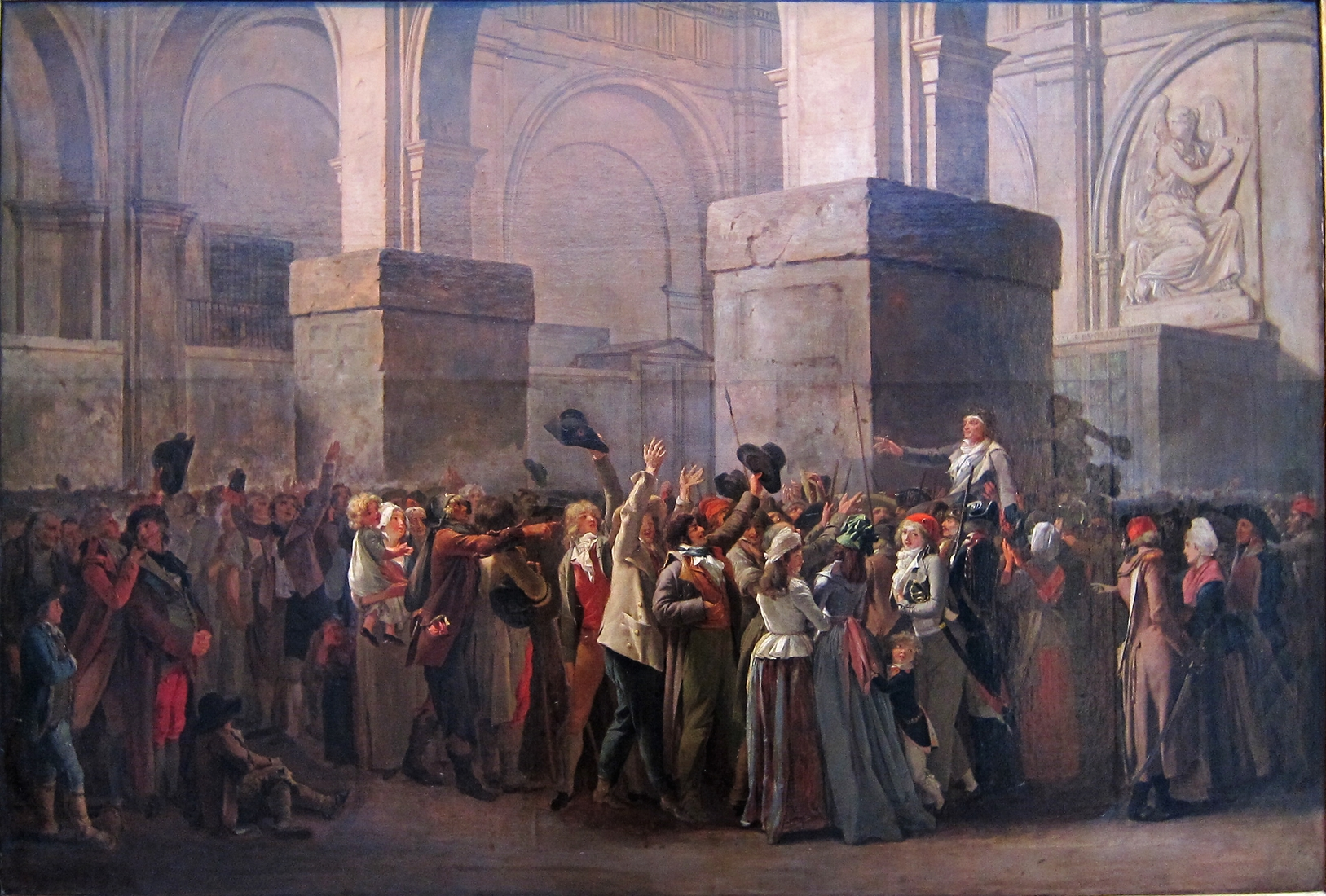
«Тріумф Марата» (1794)
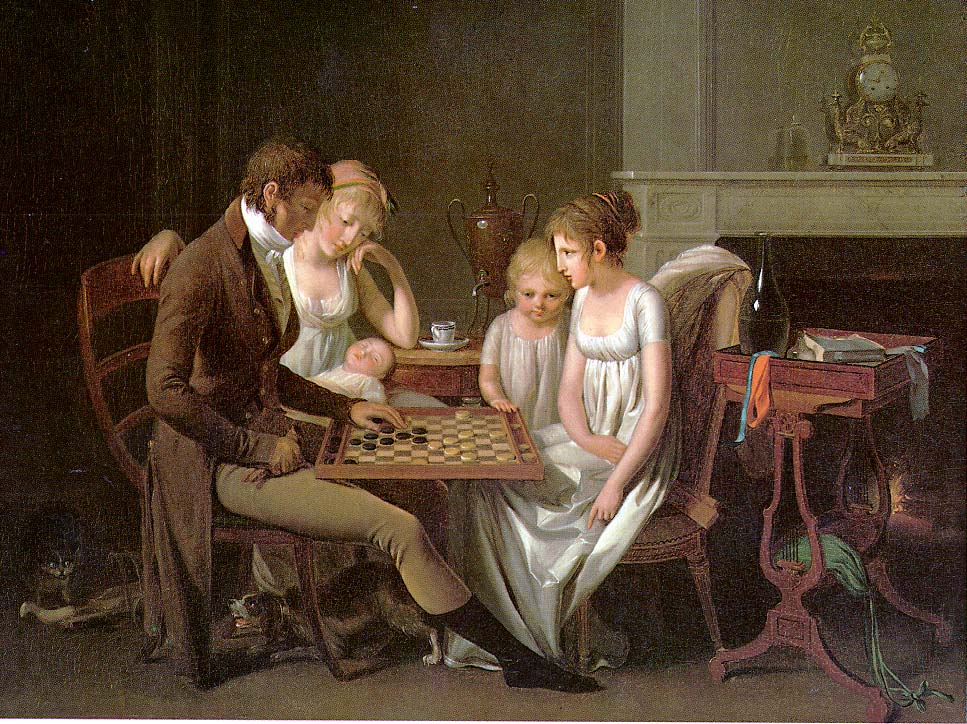
«Гра в шашки» (бл. 1803)
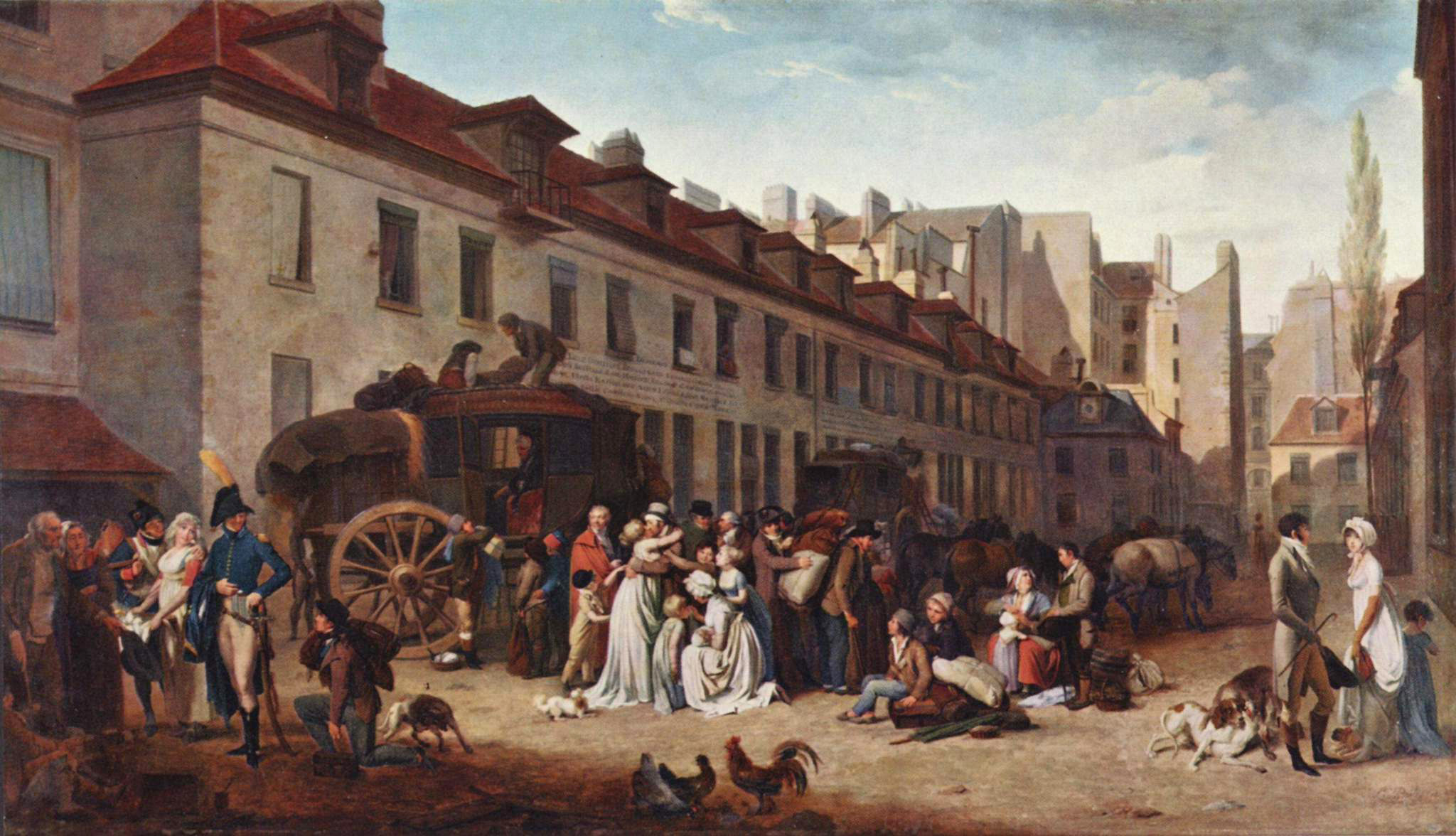
«Приїзд поштової карети» (1803)
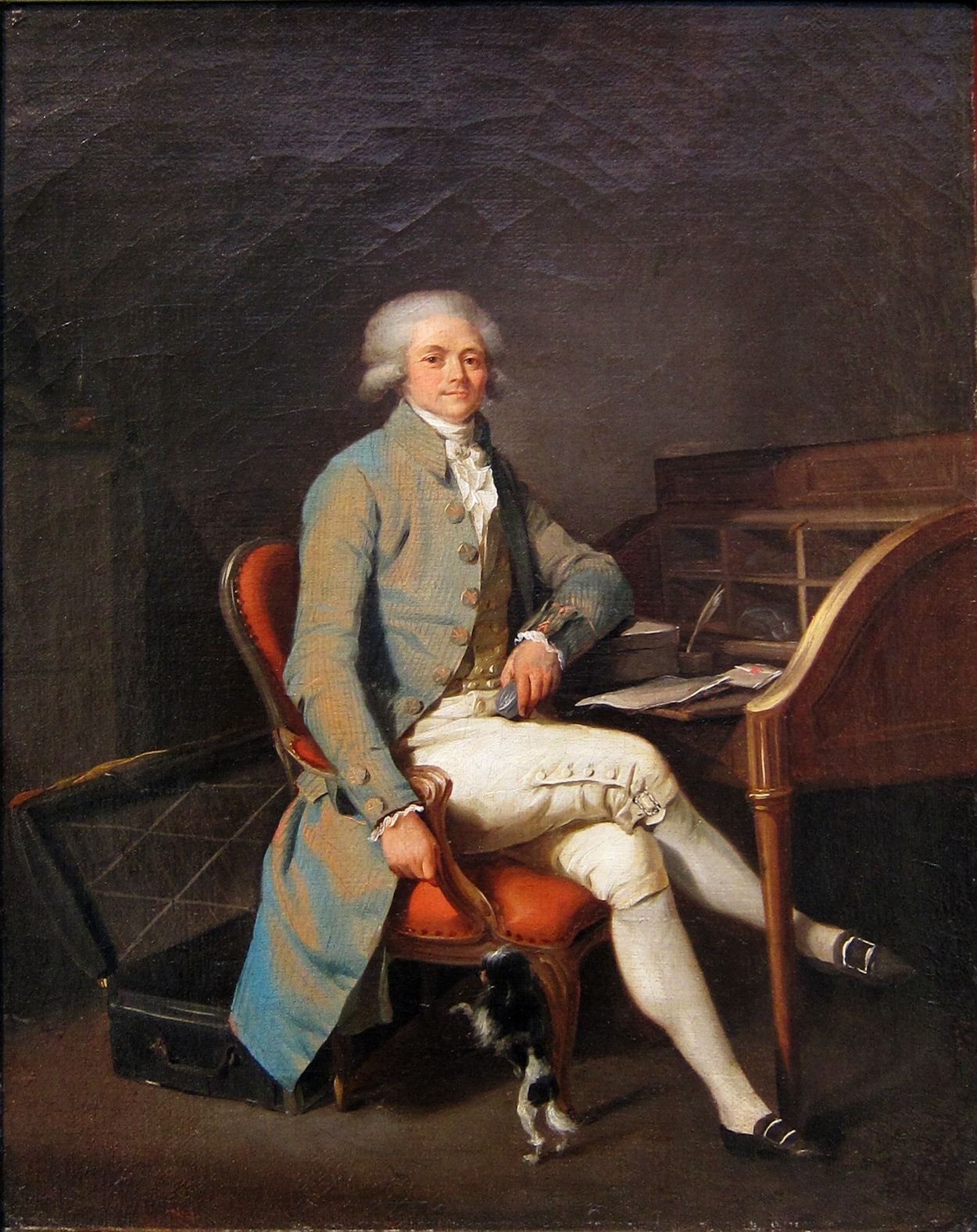
«Робесп'єр»
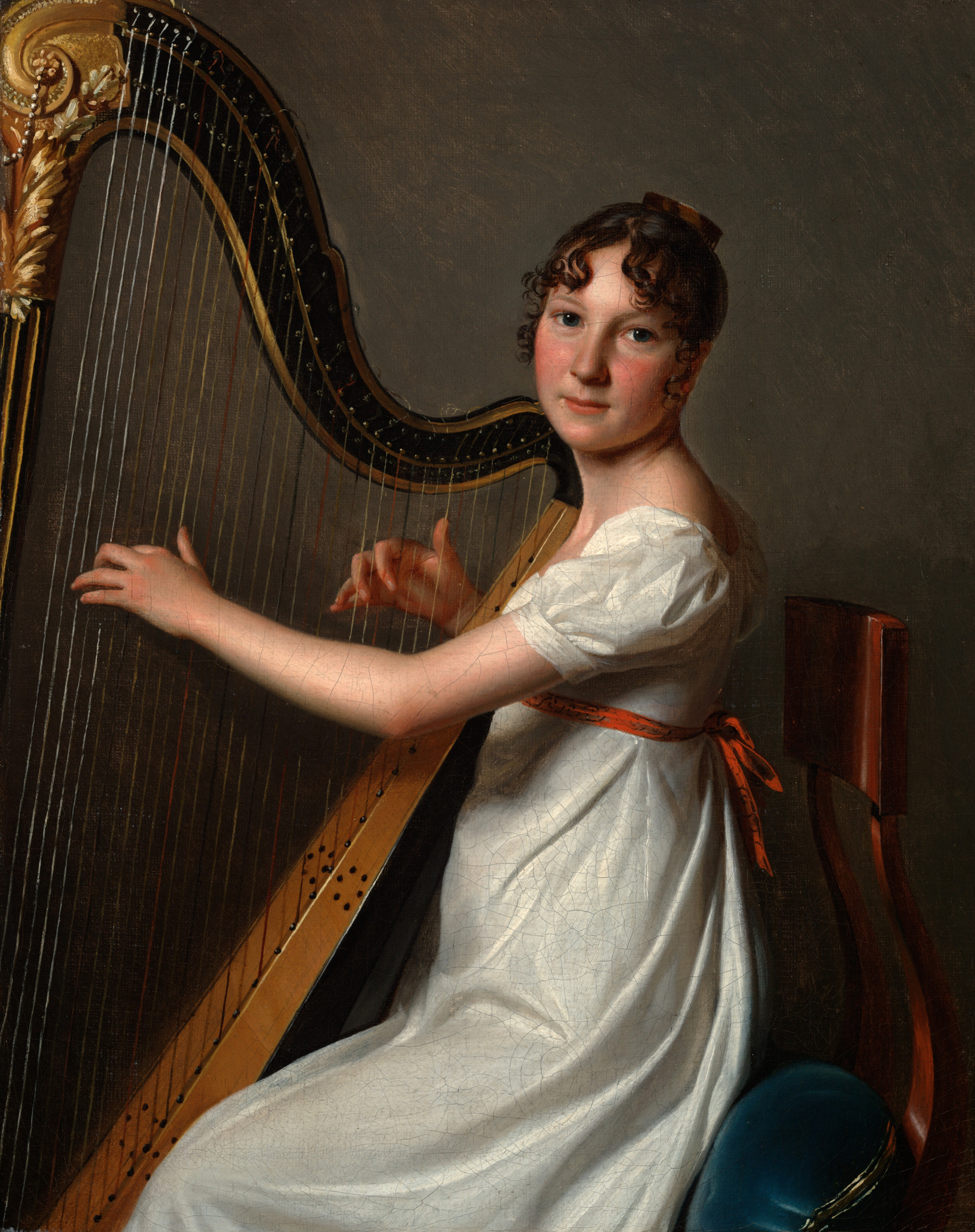
«Молода арфістка» (1806-1808)
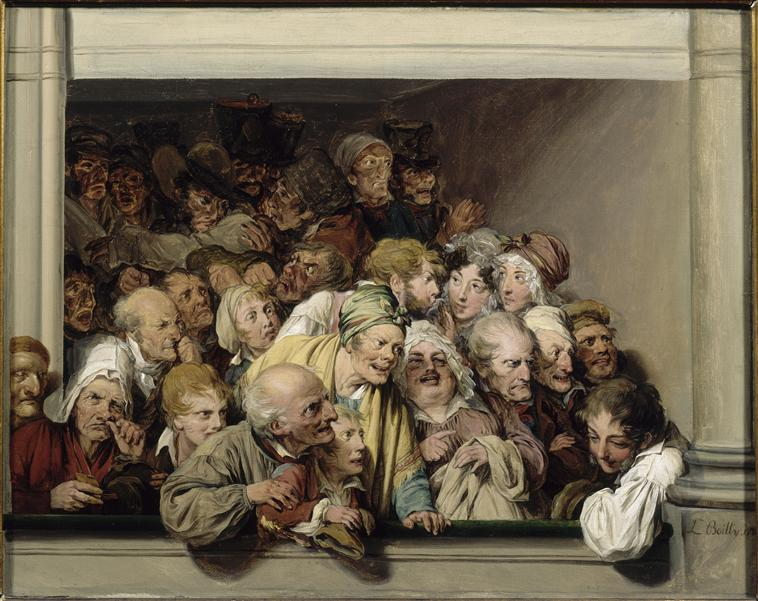
«У гальорці» (1830)
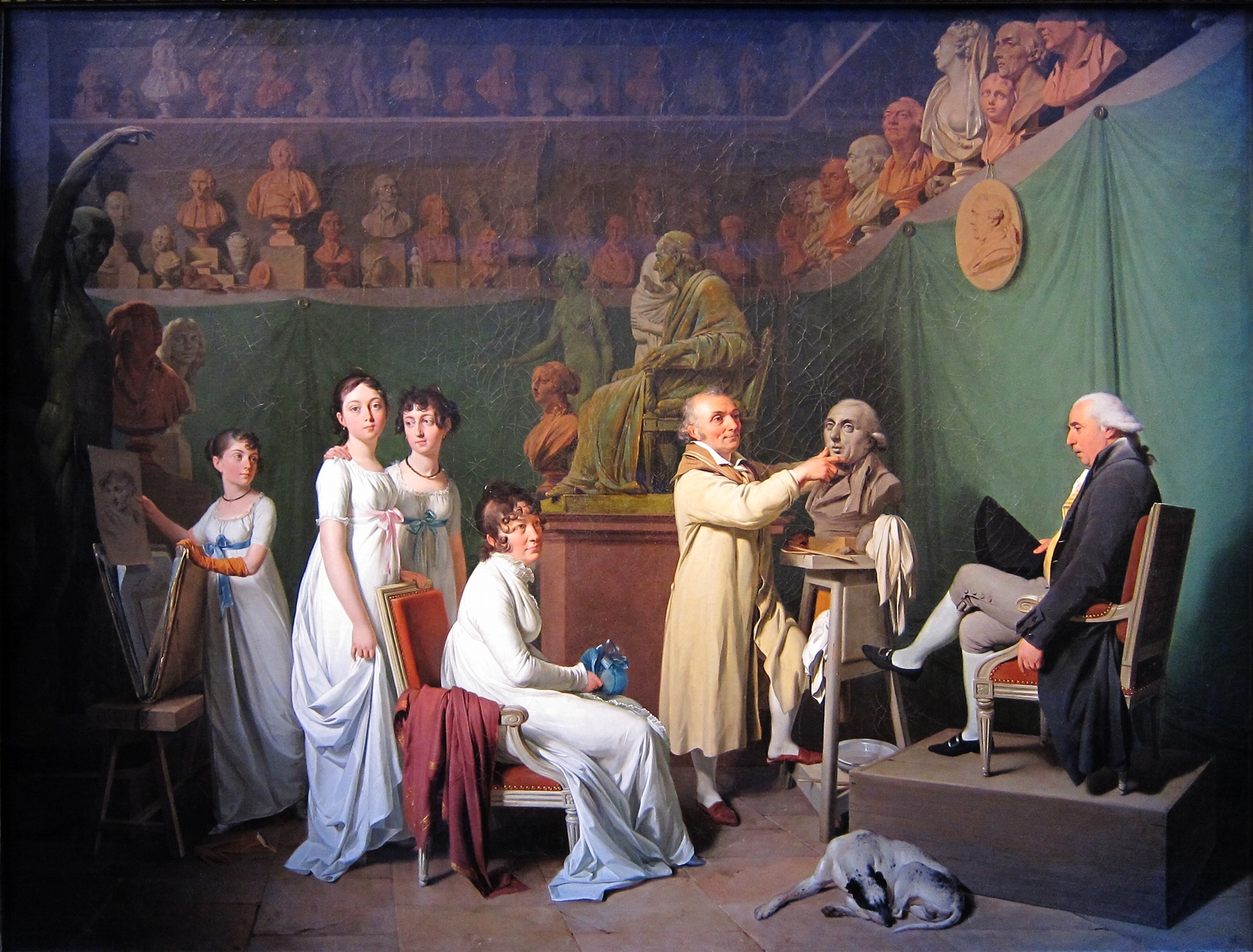
«Гудон»
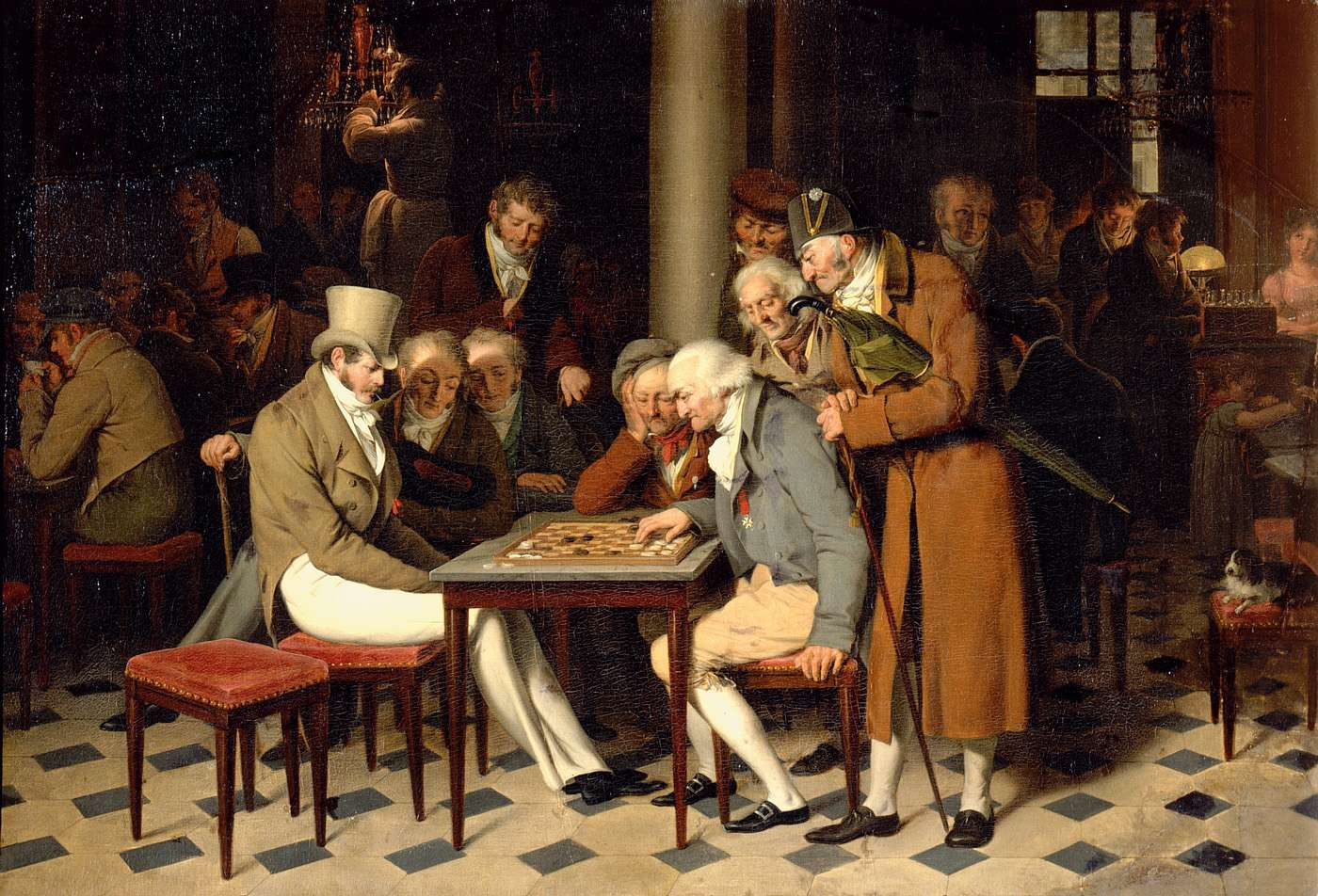
«За грою в шашки»